# マイケル・ダミアン
マイケル・ダミアン（Michael Damian、1962年4月26日）は、アメリカ合衆国の俳優、歌手である。

## 出演
1980年から1998年にかけてテレビドラマ『ザ・ヤング・アンド・ザ・レストレス』に出演。

## 歌手活動
デヴィッド・エセックス (David Essex)のカバー曲であるシングル「ロック・オン (Rock On)」(1989年)で、全米1位を獲得。

## ディスコグラフィ

### スタジオ・アルバム
- 『ラヴ・イズ・ア・ミステリー』 - Love is a Mystery (1984年、Columbia)
- 『愛を求めて』 - Michael Damian (1986年、CBS)
- 『ロック・オン』 - Where Do We Go from Here (1989年、Cypress)
- 『ドリーム・オブ・サマー』 - Dreams of Summer (1991年、A&M)
- 『リーチ・アウト・トゥ・ミー』 - Reach Out to Me (1993年、Scotti Bros.)
- Time of the Season (1994年、Wildcat Records (UNI)/Wild Cat (Indie))
- Shadows in the Night (2003年、Bcd)
- The Christmas Album (2005年、Studio City Sound)
- Getting So Much Better (2007年、Caption)
- Rock On (2009年、Caption/Weir Brothers Entertainment)

### シングル
- "She Did It" (1981年)
- "She's In A Different World" (1984年)
- "What Are You Looking For" (1986年)
- 「クリスマス・タイム・ウィズアウト・ユー」 - "Christmas Time Without You" (1987年)
- 「ロック・オン」 - "Rock On" (1989年)
- 「カヴァー・オブ・ラヴ」 - "Cover Of Love" (1989年)
- "Was It Nothing At All" (1989年)
- "Straight from My Heart" (1990年)
- "What A Price To Pay" (1991年)
- "Let's Get Into This (Primal Solution)" (1991年)
- "(There'll Never Be) Another You" (1992年)
- "Reach Out To Me" (1993年)
- "Time of the Season" (1994年)
- "Never Walk Away" (1994年)
- "Shadows In The Night" (2002年)
- "Rock On (2009)" (2009年)